# 渡嘉敷來夢
渡嘉敷來夢（日语：／ Tokashiki Ramu，1991年6月11日—），日本女子籃球運動員，曾經效力於WNBA的西雅圖風暴，主要位置為大前鋒、中鋒。

## 經歷
- 櫻花學園高等學校（日语：桜花学園高等学校） - JX-ENEOS向日葵（日语：JX-ENEOSサンフラワーズ）（2010年－） - 西雅圖風暴（2015年－2017年）

## 日本代表經歷
- 2008年亞洲U18青年女子籃球錦標賽
- 2011年亞洲女子籃球錦標賽
- 2013年東亞運動會
- 2013年亞洲女子籃球錦標賽
- 2014年世界女子籃球錦標賽
- 2015年亞洲女子籃球錦標賽[1]
- 2016年夏季奧林匹克運動會
- 2019年亞洲盃女子籃球賽

## 外部連結
- 渡嘉敷来夢 | 選手・スタッフ紹介 | JX-ENEOSサンフラワーズ （日語）
- 渡嘉敷来夢 - WJBL （页面存档备份，存于） （日語）
- Ramu Tokashiki - WNBA （页面存档备份，存于） （英文）